# Roy J. Turner
Roy Joseph Turner, född 6 november 1894 i Lincoln County i Oklahomaterritoriet, död 11 juni 1973 i Oklahoma City i Oklahoma, var en amerikansk demokratisk politiker. Han var Oklahomas guvernör 1947–1951.
Turner deltog i första världskriget i USA:s armé och var med om att grunda oljebolaget Harper-Turner Oil Company. Senare var han även verksam som ranchägare. I guvernörsvalet 1946 besegrade han republikanen Olney D. Flynn och obundna kandidaterna Mickey Harrell, R.M. Funk och Bruno Miller. Turner efterträdde 1947 Robert S. Kerr som Oklahomas guvernör och efterträddes 1951 av Johnston Murray. Turner avled 1973 och gravsattes i Oklahoma City.